# Distrito de Prignitz
El Distrito de Prignitz (en alemán: Landkreis Prignitz) es un Landkreis (distrito) ubicado al noroeste del estado federal de Brandeburgo (Alemania). Tiene su nombre de la región histórica de Prignitz. La capital distrito recae sobre la ciudad de Perleberg.

## Geografía
Los distritos vecinos al norte del distrito de Prignitz corresponden a los municipios del estado federal de Mecklemburgo-Pomerania Occidental de los distritos de Ludwigslust y Parchim, al este con el distrito de Prignitz Oriental-Ruppin, al sur con el distrito de Sachsen-Anhalt distrito de Stendal y al sudeste y oeste con el distrito de Baja Sajonia denominado distrito de Lüchow-Dannenberg.

## Historia
La región histórica de Prignitz estaba formada por los siguientes once distritos, fundados en el siglo XIII: Wittenberge, Lenzen, Perleberg, Putlitz, Kyritz, Nitzow, Wittstock, Pritzwalk, Havelberg, Wusterhausen y Grabow.
El actual distrito de Prignitz se creó en 1993 mediante la fusión de los distritos anteriores Pritzwalk y Perleberg y algunos municipios del distrito de Kyritz. La parte más occidental del distrito anteriormente formaba parte de Mecklemburgo-Pomerania Occidental y pasó a formar parte de Brandeburgo el 1 de agosto de 1992.
El antiguo distrito de Prignitz era la zona de separación entre Brandeburgo y Mecklemburgo. Fue reasentada por alemanes, especialmente de la zona de Bremen, tras la Primera Cruzada Wenda de 1147. La tasa de asentamiento alemán aumentó durante las décadas siguientes. La mitad oriental estaba dominada por los condes proalemanes von Plotho, que trajeron consigo a sus propios vasallos, como las familias von Blumenthal y von Grabow. La mitad occidental estaba dominada por los barones ladrones, especialmente la familia Gans zu Putlitz y sus vasallos, los von Quitzow. Cuando Federico Conde de Zollern fue nombrado Margrave en 1411, se enfrentó a un levantamiento de la nobleza wenda, apoyada por el duque wendo de Mecklemburgo. Sin embargo, logró sofocar la revuelta en la batalla de la presa de Cremmer, con el apoyo de la nobleza alemana. Las familias que se habían mantenido leales fueron recompensadas. Otto von Blumenthal, por ejemplo, fue nombrado capitán del Prignitz entre 1415 y 1422 y de Lenzen desde 1420.

## Composición del distrito
(Habitantes 30 de septiembre de 2010)
| Ciudades ¹ Ciudades de amt 1. Bad Wilsnack ¹ (2.642) 2. Lenzen ¹ (2.368) 3. Meyenburg ¹ (2.315) 4. Perleberg (12.390) 5. Pritzwalk (12.638) 6. Putlitz ¹ (2.801) 7. Wittenberge (18.638) Municipios independientes 1. Groß Pankow (4.153) 2. Gumtow (3.685) 3. Karstädt (6.429) 4. Plattenburg (3.718) | Unión de municipios/ciudades (Amt) 1. Bad Wilsnack/Weisen (6.442) 1. Bad Wilsnack (ciudad) (2.642) 2. Breese (1.556) 3. Legde/Quitzöbel (652) 4. Rühstädt (562) 5. Weisen (1.030) 2. Lenzen-Elbtalaue (4.511) 1. Cumlosen (807) 2. Lanz (830) 3. Lenzen (Ciudad) (2.368) 4. Lenzerwische (506) 3. Meyenburg (4.597) 1. Gerdshagen (530) 2. Halenbeck-Rohlsdorf (610) 3. Kümmernitztal (369) 4. Marienfließ (773) 5. Meyenburg (Ciudad) (2.315) 4. Putlitz-Berge (5.137) 1. Berge (802) 2. Gülitz-Reetz (509) 3. Pirow (481) 4. Putlitz (Ciudad) (2.801) 5. Triglitz (544) |